# Яремине
Яре́мине — одне з Осокорківських озер у Дарницькому районі Києва.

## Розташування
Розташоване на території садово-дачних ділянок в селі Осокорки, з протележної від р.Дніпро сторони вул.Центральної.

## Основні параметри
Озеро являє собою витягнуту водойму (довжина близько 600 м, ширина — 58 м), оточену з усіх боків дачними ділянками. Південна частина озера розташована поруч з вулицею Колекторна. У північній частині озеро протокою з'єднується з озером Зариваха. 
Яремине відноситься до груп Осокорківських озер. 
Перша картографічна згадка датується 1897 роком. 

## Сучасний стан
Озеро має різноманітну фауну. В його водах можна побачити краснопірку, щуку, ляща, раків і навіть сонячних окунів.
Існує легенда, що на дні озера живе старий велетенській сом, який знає місце, де спочиває ідол бога Перуна, котрий так і не видибнув, після Хрещення Русі.
Якщо мати терпіння, на берегах озера можна побачити бобрів і нутрій. Качки полюбляють зарості вздовж берега, і щороку злітаються для утворення потомства. Поміж крижнів іноді можна зустріти лиску звичайну, яка зупиняється на перепочинок, під час міграції. Часто на озеро залітає мартин, поласувати місцевми делікатесами, бо тут часто скойка відпочіває від бурхливого річкового життя. І як тількі приходить весна, жаба озерна починає співати пісень, своїй знайомій черепасі, яка гріє свій панцир в промінях лагідного київського сонця.